# Knopkirie patriciae
Knopkirie patriciae är en spindeldjursart som beskrevs av John Stanley Beard 200. Knopkirie patriciae ingår i släktet Knopkirie och familjen Phytoseiidae. Inga underarter finns listade i Catalogue of Life.